# METTL2B
METTL2B (англ. Methyltransferase like 2B) – білок, який кодується однойменним геном, розташованим у людей на короткому плечі 7-ї хромосоми. Довжина поліпептидного ланцюга білка становить 378 амінокислот, а молекулярна маса — 43 426.
| 10         |  | 20         |  | 30         |  | 40         |  | 50         |
| ---------- |  | ---------- |  | ---------- |  | ---------- |  | ---------- |
| MAGSYPEGAP |  | AILADKRQQF |  | GSRFLSDPAR |  | VFHHNAWDNV |  | EWSEEQAAAA |
| ERKVQENSIQ |  | RVCQEKQVDY |  | EINAHKYWND |  | FYKIHENGFF |  | KDRHWLFTEF |
| PELAPSQNQN |  | HLKDWFLENK |  | SEVCECRNNE |  | DGPGLIMEEQ |  | HKCSSKSLEH |
| KTQTPPVEEN |  | VTQKISDLEI |  | CADEFPGSSA |  | TYRILEVGCG |  | VGNTVFPILQ |
| TNNDPGLFVY |  | CCDFSSTAIE |  | LVQTNSEYDP |  | SRCFAFVHDL |  | CDEEKSYPVP |
| KGSLDIIILI |  | FVLSAVVPDK |  | MQKAINRLSR |  | LLKPGGMVLL |  | RDYGRYDMAQ |
| LRFKKGQCLS |  | GNFYVRGDGT |  | RVYFFTQEEL |  | DTLFTTAGLE |  | KVQNLVDRRL |
| QVNRGKQLTM |  | YRVWIQCKYC |  | KPLLSSTS   |  |            |  |            |

A: Аланін

C: Цистеїн

D: Аспарагінова кислота

E: Глутамінова кислота

F: Фенілаланін

G: Гліцин

H: Гістидин

I: Ізолейцин

K: Лізин

L: Лейцин

M: Метіонін

N: Аспарагін

P: Пролін

Q: Глутамін

R: Аргінін

S: Серин

T: Треонін

V: Валін

W: Триптофан

Кодований геном білок за функціями належить до трансфераз, метилтрансфераз, фосфопротеїнів. 
Задіяний у таких біологічних процесах, як ацетилювання, альтернативний сплайсинг. 
Білок має сайт для зв'язування з S-аденозил-L-метіоніном. 